# Cyrus West Field
Cyrus West Field (n. 30 noiembrie 1819–12 iulie 1892) a fost un om de afaceri american care, împreună cu alți anteprenori, a fondat Complania Atlantică de Telegrafie și a pus în 1858 primul cablu telegrafic care traversa Oceanul Atlantic.

## Viața și cariera
Field s-a născut în Stockbridge, Massachusetts avându-l ca tată pe clerul David Dudley Field și ca frați pe David Dudley Field II, Henry Martyn Field, și Stephen Johnson Field. La vârsta de 15 ani s-a mutat în New York, unde a lucrat în cel mai mare centru comercial din oraș, dar după trei ani s-a întors în Stockbridge, urmând ca în 1840 să se stabilească din nou în New York.
Field a investit în industria hârtiei și prin vânzarea actiunilor și obligațiunilor a devenit unul dintre cei mai bogați oameni din oraș. Profiturile i-au permis să se pensioneze la 34 de ani, cu o avere de 250.000 de dolari, și să cumpere o casă în Gramercy Park. În anii 1850 a finanțat expediția lui Frederic Edwin Church în Anzi care i-au oferit pictorului destulă inspirație vizuală. Prin dăruirea unor dintre cele mai cunoscute picturi ale Bisericii, Field a sperat să atragă investitori în America de Sud pentru a sprijini societățile sale de acolo.
După și-a întors atenția spre telegrafie. Împreună cu Peter Cooper, Abram Stevens Hewitt, Moses Taylor și Samuel F.B. Morse, în 1854 a instalat o line de telegraf de 400 de mile care făcea legătura între St. John's, Newfoundland și Labrador cu Nova Scotia. În următorul an a format Compania Americană de Telegrafie și a început să cumpere alte companii, centralizându-le într-un sistem consolidat de la Maine la Coasta Golfului; sistemul era al doilea ca mărime după Western Union.
În 1857, după obținerea de finanțări în Anglia și susținerea guvernelor americane și britanice, Atlantic Telegraph Company a întins primul cablu transantlantic cu ajutorul unui platou submarin de mică adâncime între Irlanda și Newfoundland.  A fost inaugurat oficial pe 16 august 1858 de Regina Victoria, care i-a transmis președintelui James Buchanan un mesaj în Codul Morse. S-a defectat după trei săptămâni, și nu a fost reconectat până în 1866.
Activitățile sale l-au adus în centrul atenției, făcând cunoștință cu mai multe personalități de pe ambele părți ale Atlanticului, printre care și William Ewart Gladstone, ministru de finanțe englez. Dialogurile cu Gladstone au fost importante în Războiul Civil American, când a primit trei scrisori de la Gladstone între 27 noiembrie 1862 și 9 decembrie 1862.
În 1866, Field a întins un nou cablu trans-atlantic mai durabil care furniza comunicare aproape instantanee peste Atlantic. În decembrie 1884, Canadian Pacific Railway a redenumit Field, British Columbia, Canada în onoarea sa. Investițiile proaste de la sfârșitul vieții l-au adus la faliment.
În timpul Crizei din 1857, afacerea cu hârtie a fost suspendată și s-a mutat în Gramercy Park, Peter Cooper.
La data de 26 august 1858, Field s-a întors în Great Barrington, Massachusetts, anunțând finalizarea cablului telegrafic transantlantic 
Field și soția sa, Maria Bryan Stone au avut șapte copii. Cyrus Field Road, în Irvington, New York, unde a murit, este numit după el.
Ardsley, New York a fost numit după familia lui Field.